# Lethe zaitha
Lethe zaitha är en fjärilsart som beskrevs av Hans Fruhstorfer 1914. Lethe zaitha ingår i släktet Lethe och familjen praktfjärilar. Inga underarter finns listade i Catalogue of Life.